# 岡田晴樹
岡田 晴樹（おかだ はるき、1990年6月2日 - ）は、兵庫県競馬組合・西脇馬事公苑、大塚信次厩舎所属の元騎手である。地方競馬教養センター騎手課程第86期生。

## 来歴
中学1年生の時に中山競馬場で競馬を見て騎手を目指す。アニマル・ベジテイション・カレッジを経て2006年に地方競馬教養センターの入所試験に合格し、同年4月より同センターへ第86期生として入所した。
2008年3月17日騎手免許試験に合格し、同年3月31日付けで地方競馬騎手免許を取得し、吉行龍穂厩舎からデビュー。同年3月28日に同センターを卒業した。
同年4月15日第2回園田競馬1日目第7競走C1二組4歳以上条件戦ロットバルトで初騎乗（11頭立て11番人気11着）。
同年5月6日の第11競走では自厩舎のブランドガールでクビ差の2着、続く5月7日の第3競走トーエイスズカでクビ差の2着とあと少しのところで初勝利を逃したが、同年5月22日第5回園田競馬3日目第10競走D4一組4歳以上条件戦をシルクスパングルで優勝し、10戦目で初勝利（11頭立て6番人気）。
2009年1月29日付けで吉行龍穂厩舎から大塚信次厩舎に所属変更した。
2010年1月12日第24回全日本新人王争覇戦出場（10人中10位）。
2011年6月2日騎手免許取消を申請し、引退した。
地方通算成績は846戦42勝・2着51回・3着61回・勝率5.0%・連対率11.0%

## エピソード
2007年7月20日に地方競馬教養センターで名古屋競馬場の丸野勝虎騎手を招いて行われた騎手招待模擬レースでクワトロバジーナ号に騎乗して1着だった。
2008年3月28日に地方競馬教養センターにて行われた終了記念模擬レースでクワトロバジーナ号に騎乗して1着だった。
2008年2月12日にJRA競馬学校を卒業し、3月1日デビューした三浦皇成騎手、伊藤工真騎手はアニマル・ベジテイション・カレッジ時代の先輩である。